# Jet Boy
Jet Boy je americko-kanadský hraný film z roku 2001, který režíroval Dave Schultz podle vlastního scénáře. Snímek měl světovou premiéru na Mezinárodním filmovém festivalu v Calgary dne 30. září 2001.

## Děj
Nathan bydlí se svou drogově závislou matkou a oba živí prostitucí. Když matka na předávkování zemře, rozhodne se odejít z města. Seznámí se s tajemným Bloomem, který mu slíbí, že ho vezme s sebou do Vancouveru. Nejprve se ale zastaví v malém městečku, kde bydlí Bloomův otec. Zde Bloom potkává svou dávnou kamarádku Erin a jejího syna Lloyda, který je v Nathanově věku. Nathan jim tvrdí, že je Bloomův syn a Bloom to nevyvrací.

## Obsazení
| Branden Nadon         | Nathan                   |
| Matthew Currie Holmes | Jordan                   |
| David LeReaney        | učitel tělocviku         |
| Carrie Schiffler      | Nathanova matka          |
| Dylan Walsh           | Boon Palmer              |
| Lynn Ivall            | detektiv Schuyler        |
| Stephen Strachan      | Ferris                   |
| Nancy MacDonald       | Boonova teta             |
| Jordan Weller         | Lloyd                    |
| Kelly Rowan           | Erin                     |
| Roy Neilson           | Clay                     |
| Bruce McDonald        | Dennis                   |
| Chris Enright         | drogový dealer           |
| Tom Edwards           | Nathanův poslední klient |